# L'Isle-de-Noé
L'Isle-de-Noé è un comune francese di 569 abitanti situato nel dipartimento del Gers nella regione dell'Occitania.

## Società

### Evoluzione demografica
Abitanti censiti